# DR-Baureihe 187
In den Nummernbereich 187 ordnete die Deutsche Reichsbahn bei der Einführung der EDV-Nummerung zum 1. Juli 1970 entsprechend dem Baureihenschema die Schmalspurtriebwagen ein.
Zweiachsige Fahrzeuge erhielten Ordnungsnummern ab 001 und vierachsige Fahrzeuge ab 101. 
| EDV-Nummer  | DR-Betriebsnummer | urspr. Betriebsnummer                   | Bemerkung                                                                     |
| ----------- | ----------------- | --------------------------------------- | ----------------------------------------------------------------------------- |
| 187 001     | VT 133 522        | GHE T 1                                 | 1000 mm Spurweite                                                             |
| 187 002     | VT 133 523        | Spreewaldbahn 501                       | 1000 mm Spurweite                                                             |
| 187 003–004 | VT 133 524–525    | Prignitzer Kreiskleinbahnen 701 und 702 | 750 mm Spurweite, Wismarer Schienenbus                                        |
| 187 025     | VT 137 566        | NWE T 3                                 | 1000 mm Schmalspur; 1970 fälschlich als 185 025 eingereiht, 1978 umgezeichnet |
| 187 101     | VT 137 532        | FKB T 2                                 | 1000 mm Schmalspur                                                            |
| 187 102–103 | VT 137 562–563    | PLB Nr. 1125 und 1126                   | 1000 mm Spurweite, französischen Ursprungs                                    |